# Port lotniczy Daru (Sierra Leone)
Port lotniczy Daru (ang. Daru Airport, IATA: DSL) – port lotniczy zlokalizowany w Daru, w Sierra Leone. Jego operatorem jest Sierra Leonean Airports Authority.